# Черноколпаков, Андрей Васильевич
Андрей Васильевич Черноколпаков (род. 4 сентября 1968) — советский и украинский легкоатлет, специалист по бегу на средние дистанции и кроссу. Выступал за сборные СССР, СНГ и Украины в первой половине 1990-х годов, обладатель бронзовой медали Спартакиады народов СССР, чемпион СНГ в беге на 1500 метров, участник чемпионата Европы по кроссу в Алнике. Представлял Киев и спортивное общество «Трудовые резервы».

## Биография
Андрей Черноколпаков родился 4 сентября 1968 года. Занимался лёгкой атлетикой в Киеве, выступал за добровольное спортивное общество «Трудовые резервы».
Первого серьёзного успеха на всесоюзном уровне добился в сезоне 1990 года, когда одержал победу в беге на 800 метров на соревнованиях в Луганске, установив при этом свой личный рекорд — 1:47.96.
В 1991 году в беге на 1500 метров выиграл бронзовую медаль на чемпионате страны в рамках X летней Спартакиады народов СССР в Киеве. Кроме того, в этом сезоне в той же дисциплине с личным рекордом 3:40.38 победил на соревнованиях в Москве.
В 1992 году в 1500-метровой дисциплине с результатом 3:43.77 превзошёл всех соперников на единственном в своём роде чемпионате СНГ по лёгкой атлетике в Москве.
После распада Советского Союза Черноколпаков продолжил спортивную карьеру в составе украинской национальной сборной. Так, в 1995 году он представлял Украину на чемпионате Европы по кроссу в Алнике, где занял итоговое 54-е место.